# 莱曼·波特
莱曼·波特（英語：Lyman W. Porter，1930年—2015年7月2日），美国心理学家、行为学家、人力资源管理专家，1968年与爱德华·劳勒一起在《管理态度和成绩》中提出期望激励理论。

## 生平
在美国耶鲁大学获博士，任教于加利福尼亚大学伯克利分校十一年，在耶鲁大学管理科学系任访问教授一年，在加利福尼亚大学管理研究院任院长和管理及心理学教授。

## 主要著作
- 与爱德华·劳勒合著的《管理态度和成绩》1968
- 与爱德华·劳勒合著的《成绩对工作满足的影响》1967